# Pianka poliuretanowa
Pianka poliuretanowa – materiał izolacyjny składający się głównie z polikarbaminianu. Materiał jest fabrycznie wtłaczany w hermetyczne opakowanie. Po wydobyciu wchodzi w reakcję z dwutlenkiem węgla, przez co intensywnie się pieni i wypełnia całą izolowaną przestrzeń ograniczając tym samym do minimum liczbę mostków cieplnych. Najpopularniejsze zastosowania to ocieplanie skomplikowanych powierzchni takich jak poddasza czy hale przemysłowe.
Z pianek poliuretanowych robi się też większość materaców. Znajduje się ona bowiem zarówno w materacach piankowych, jak też jako jedna z warstw w większości materaców sprężynowych i hybrydowych. Wyjątek stanowią tylko te materace, które piankę poliuretanową zastępują lateksem.
Wyróżnia się obecnie jej trzy główne rodzaje:
- pianka T (ang. traditional) - najdłużej produkowany i najpopularniejszy rodzaj pianki poliuretanowej, której komórki są zamknięte;
- pianka HR (ang. high-resilience) - zwana także pianką zimną, cechująca się wysoką elastycznością i otwartą strukturą komórek;
- piana V (ang. viscoelastic) - pianka termoelastyczna, która jest znana szerzej jako pianka z pamięcią kształtu.

Parametr każdej pianki poliuretanowej opisywany jest przez producenta za pomocą jednej lub dwóch liter (T, HR lub V), następujących po nich dwóch cyfr oznaczających gęstość w kg/m3, a następnie trzech cyfr oznaczających twardość w N (niuton). Twardość można zapisać także za pomocą dwóch cyfr w kPa (kilopaskal). Na przykład, pianka HR35100 to pianka wysokoelastyczna o gęstości 35 kg/m3 i twardości 100 N (niuton).